# 万历通宝

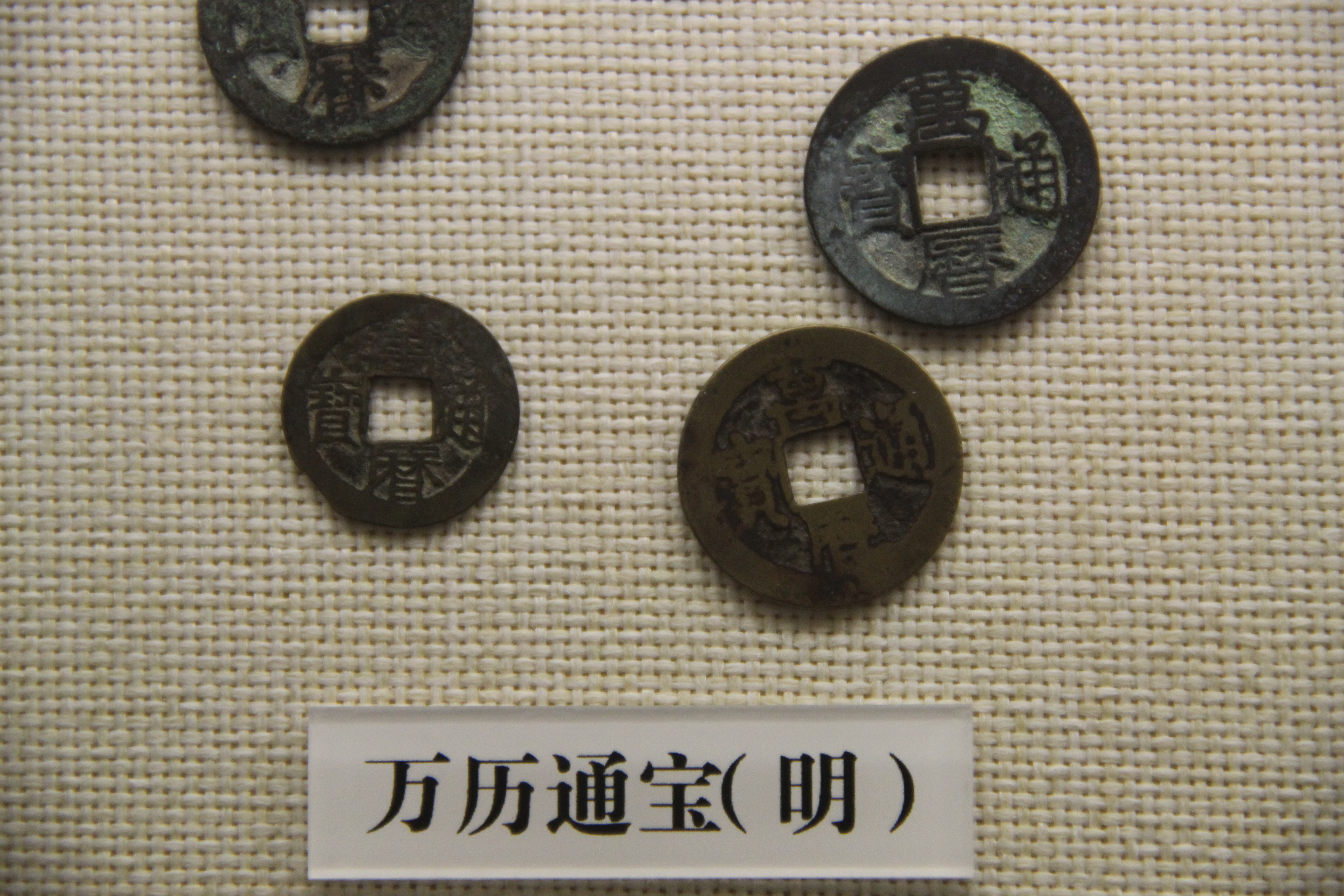
陈列于博物馆内的万历通宝

万历通宝，是一种发行于明朝万历年间的方孔钱，始铸于明神宗万历四年（1576年）。

## 简介
明万历四年（1576年），两京十三省始铸“万历通宝”，重一钱二分五厘，含铜量为93.7%，分“小平”和“折二”两种币额，多光背，另有旋边钱。钱面文字“万历通宝”四字，以楷书书写，从上而下而左而右直读。